# My Story (Ayumi Hamasaki)
| Recensione      | Giudizio |
| --------------- | -------- |
| Stylus Magazine | B+       |

My Story è il sesto album studio della cantante giapponese Ayumi Hamasaki prodotto da Max Matsuura e pubblicato dalla Avex Trax il 15 dicembre 2004. My Story ha debuttato alla prima posizione della classifica Oricon e vendendo 574 321 copie nella prima settimana. In totale il disco venderà oltre un milione di copie.

## Tracce

### CD[5]
1. Catcher in the Light - 2:44 (Ayumi Hamasaki, CMJK)
2. About You - 3:58 (Ayumi Hamasaki, Kazuhito Kikuchi, tasuku)
3. Game - 4:11 (Ayumi Hamasaki, Bounceback, HΛL)
4. My Name's Women - 5:38 (Ayumi Hamasaki, Bounceback, HΛL)
5. Wonderland - 1:34 (Ayumi Hamasaki)
6. Liar - 4:58 (Ayumi Hamasaki, Ikemoto Raita)
7. Hope or Pain - 4:19 (Ayumi Hamasaki, Tetsuya Yukumi, CMJK)
8. Happy Ending - 4:42 (Ayumi Hamasaki, Tetsuya Yukumi, CMJK)
9. Moments - 5:29 (Ayumi Hamasaki, Tetsuya Yukumi, Hikari)
10. Walking Proud - 5:14 (Ayumi Hamasaki, Tetsuya Yukumi, Hikari)
11. Carols - 5:29 (Ayumi Hamasaki, Tomoya Kinoshita, CMJK)
12. Kaleidoscope - 1:49 (Ayumi Hamasaki, HΛL)
13. Inspire - 4:31 (Ayumi Hamasaki, Tetsuya Yukumi, HΛL)
14. Honey - 5:10 (Ayumi Hamasaki, Tetsuya Yukumi, HΛL)
15. Replace - 5:05 (Ayumi Hamasaki, Kazuhito Kikuchi, HΛL)
16. Winding Road - 5:02 (Ayumi Hamasaki)
17. Humming 7/4 - 4:25 (Ayumi Hamasaki)

### DVD[6]
1. Moments (Videoclip) (diretto da Tetsuo Inoue) - 5:38
2. Inspire (Videoclip) (diretto da Tetsuo Inoue) - 5:37
3. Game (Videoclip) (diretto da Hideaki Sunaga) - 4:23
4. Carols (Videoclip) (diretto da Masashi Muto) - 6:15
5. About You (Videoclip) (diretto da Hideaki Sunaga) - 4:02
6. Walking Proud (Videoclip) (diretto da Ken Sueda) - 5:41
7. Humming 7/4 (Videoclip) (diretto da Wataru Takeishi) - 4:40
8. Moments (making of) (diretto da Tetsuo Inoue) - 5:33
9. Inspire (making of) (diretto da Tetsuo Inoue) - 5:01
10. Game (making of) (diretto da Hideaki Sunaga) - 4:19
11. Carols (making of) (diretto da Masashi Muto) - 5:49

## Classifiche
| Classifica                      | Posizione raggiunta |
| ------------------------------- | ------------------- |
| Giappone (Oricon Daily Chart)   | 1                   |
| Giappone (Oricon Weekly Chart)  | 1                   |
| Giappone (Oricon Monthly Chart) | 1                   |
| Giappone (Oricon Yearly Chart)  | 7                   |
| World Albums Top 40             | 3                   |

## Date di Pubblicazione
| Nazione       | Data             | Formato    | Etichetta                         | Catalogo                |
| ------------- | ---------------- | ---------- | --------------------------------- | ----------------------- |
| Giappone      | 15 dicembre 2004 | CD CD+DVD  | Avex Trax                         | AVCD-17611 AVCD-17610   |
| Hong Kong     | 17 dicembre 2004 | CD+DVD     | Avex Asia                         | AVTCD-95793             |
| Taiwan        | 19 dicembre 2004 | CD CD+DVD  | Avex Taiwan                       | AVJCD10220 AVJCD10220/A |
| Cina          | 6 febbraio 2005  | CD         | China Record Shanghai Corporation | SCD-802                 |
| Corea del Sud | 4 agosto 2005    | CD         | SM Entertainment                  |                         |
| Giappone      | 21 marzo 2012    | Playbutton | Avex Trax                         | AQZD-50671              |